# L'Espion noir
Pour plus de détails, voir Fiche technique et Distribution.
L'Espion noir (titre original : The Spy in Black) est un film d'espionnage britannique en noir et blanc réalisé par Michael Powell, sorti en 1939.

## Synopsis
Pendant la Première Guerre mondiale, Hardt, le commandant d'un sous-marin allemand, est envoyé à un rendez-vous secret dans les Orcades, près de l'endroit où attend la flotte de guerre britannique. Ses instructions sont de rencontrer un espion qui doit lui transmettre ses ordres.
Dans le même temps, Anne Burnett se rend dans les îles pour y prendre le poste d'institutrice et être auprès de son fiancé, le Révérend John Harris. En chemin elle est enlevée par des espions allemands et une autre femme prend sa place et contacte Hardt. Elle lui donne l'ordre de couler la flotte britannique et lui dit que des instructions supplémentaires lui seront données par le Lieutenant Ashington, un traître à la solde des Allemands.
Peu après, Ashington arrive avec les plans détaillant les mouvements des croiseurs britanniques. Hardt transmet les données à l'équipage de son sous-marin. Hardt est attiré par l'espionne, et devient jaloux quand il la voit embrasser Ashington. En réalité, l'institutrice est la femme d'Ashington qui a été envoyée à la place de l'agent allemand qui a été capturée. Comme elle se méfie d'Hardt, Ashington fait monter sa femme à bord du St. Magnus, un ferry transportant des prisonniers de guerre allemands. Au dernier moment, Hardt réalise qu'Ashington et l'institutrice sont des agents doubles et, déguisé, monte lui aussi sur le St. Magnus.
Après avoir incité les prisonniers à se mutiner, Hardt prend le commandement du ferry et essaye de rejoindre son sous-marin pour l'avertir du piège qui l'attend. Celui-ci, voyant le ferry, le coule à coups d'obus mais à son tour est détruit par des destroyers britanniques. Embarqué sur un des destroyers, Ashington réussit à sauver les passagers du St. Magnus, y compris sa femme, mais Hardt fait le choix de couler avec le bateau.

## Fiche technique
- Titre : L'Espion noir
- Titre original : The Spy in Black
- Réalisation : Michael Powell
- Scénario : Emeric Pressburger, Roland Pertwee, d'après le roman de Joseph Storer Clouston
- Direction artistique : Fred Pusey, Vincent Korda
- Photographie : Bernard Browne
- Son : A.W. Watkins
- Montage : William Hornbeck, Hugh Stewart
- Musique : Miklós Rózsa
- Direction musicale : Muir Mathieson
- Production : Alexander Korda, Irving Asher
- Société de production : Harefield Productions
- Société de distribution : Columbia Pictures Corporation
- Pays d’origine :  Royaume-Uni
- Langue originale : anglais
- Format : noir et blanc — 35 mm — 1,37:1 — son : Mono (Western Electric Mirrophonic Recording)
- Genre : guerre, espionnage
- Durée : 82 min (77 minutes aux États-Unis)
- Dates de sortie :
  -  Royaume-Uni : 3 août 1939
  -  États-Unis : 7 octobre 1939
  -  France : 13 mars 1940

## Distribution
- Conrad Veidt : Capitaine Hardt
- Sebastian Shaw : Ashington
- Valerie Hobson : l'institutrice
- Marius Goring : Schuster
- June Duprez : Anne Burnett
- Athole Stewart (en) : Révérend Hector Matthews
- Agnes Lauchlan (en) : Mme Matthews
- Helen Haye : Mme Sedley
- Cyril Raymond : Révérend John Harris
- George Summers : Capitaine Ratter
- Hay Petrie (en) : mécanicien
- Grant Sutherland : Bob Bratt
- Robert Rendel : Amiral
- Margaret Moffatt : Kate
- Kenneth Warrington : Commandeur Denis
- Mary Morris : la chauffeuse
- Torin Thatcher : officier du sous-marin

Acteurs non crédités
- Skelton Knaggs : marin allemand avec le capitaine Hardt
- Howard Marion-Crawford : officier allemand à l'hôtel Kieler Hof